# El cuartel secreto
El cuartel secreto es una película de comedia de superhéroes estadounidense de 2022 dirigida por Henry Joost y Ariel Schulman. Protagonizada por Owen Wilson, Walker Scobell, Jesse Williams, Keith L. Williams, Momona Tamada, Charles Melton y Michael Peña, la trama sigue a un niño (Scobell) y sus amigos (KL Williams, Tamada) que comienzan a sospechar que el padre de uno de ellos (Wilson) podría ser un superhéroe después de descubrir una sede secreta en su sótano.
La película se estrenó en el Signature Theatre en Arlington, Virginia, el 8 de agosto de 2022, y se estrenó en Estados Unidos el 12 de agosto de 2022 en Paramount+. La película recibió críticas generalmente mixtas por parte de los críticos.

## Producción
Secret Headquarters se anunció en enero de 2021, cuando se informó que Henry Joost y Ariel Schulman dirigirían la película para Paramount Pictures y también trabajarían en el borrador del proyecto con Josh Koenigsberg a partir de una idea original de Christopher Yost. En mayo, Owen Wilson fue elegido para un papel no revelado. La fotografía principal comenzó en Atlanta, Georgia, el 25 de mayo. En junio, Michael Peña, Walker Scobell, Momona Tamada, Keith L. Williams, Abby James Witherspoon y Kezii Curtis fueron anunciados como parte del elenco. En julio, Jesse Williams se unió al elenco como el villano. Lorne Balfe compuso la partitura.

## Trama
Jack Kincaid es el guardian, un superhéroe elegido por un artefacto alienígena para heredar sus poderes y salvar el mundo, pero sus deberes como héroe hacen que descuide sus deberes paternales hacia su hijo Charlie, abriendo una brecha entre ellos. Cuando Charlie se queda en la casa de Jack para celebrar su cumpleaños, invita a sus amigos Barry Berger, Lizzie y Maya Monroe, donde encuentran la guarida subterránea de Jack y descubren su identidad secreta. Mientras tanto, el director ejecutivo de Armas, Ansel Argon, quiere utilizar la fuente de energía de The Guard para sus siniestros planes.
Después de que los niños usan los dispositivos de Jack, el principal mercenario de Argon, Sean Irons, trae a su equipo para localizar la fuente de energía. Los niños luchan contra ellos y Jack logra llegar justo a tiempo, pero cuando Berger envía la fuente a través de un portal conectado a su casillero en la escuela, Argon usa uno de los dispositivos de Jack para obtener su traje y secuestra a Berger para encontrar la fuente. Charlie lleva a sus amigos, así como a los Irons reformados, a conseguir sus dispositivos para defenderse. El enfrentamiento tiene lugar durante el baile de la escuela y termina con Charlie enviando a Argon a través de un portal a otra dimensión con una granada. Termina bailando con Maya y besándola. Charlie termina uniéndose a Jack para poder luchar juntos contra el crimen, mientras que Irons termina convirtiéndose en el control de la misión de Jack.

## Lanzamiento
Secret Headquarters se lanzó enParamount+ el 12 de agosto de 2022. Originalmente estaba programado para estrenarse en cines el 5 de agosto de 2022 antes de pasar a la transmisión en streaming.